# 2013年の宝塚歌劇公演一覧
本項目では、2013年の宝塚歌劇公演一覧（2013ねんのたからづかかげきこうえんいちらん）について示す。

## 宝塚大劇場公演

### 月組
- 1月1日(火) - 2月4日(月)
  - 『ベルサイユのばら -オスカルとアンドレ編-<池田理代子・原作「ベルサイユのばら」より>』（脚本：植田紳爾、演出：植田紳爾・鈴木圭）

外部リンク
- 宝塚歌劇団・公演案内

### 花組
- 2月8日(金) - 3月11日(月)　
  - 『オーシャンズ11』（脚本・演出：小池修一郎）

外部リンク
- 宝塚歌劇団・公演案内

### 宙組
- 3月15日(金) - 4月15日(月)　
  - 『モンテ・クリスト伯』（原作：アレクサンドル・デュマ・ペール、脚本・演出：石田昌也）
  - 『Amour de 99!!<99年の愛>』（作・演出：藤井大介）

外部リンク
- 宝塚歌劇団・公演案内

### 雪組
- 4月19日(金) - 5月27日(月)　
  - 『ベルサイユのばら -フェルゼン編-<池田理代子・原作「ベルサイユのばら」より>』（脚本・演出：植田紳爾、演出：鈴木圭）

外部リンク
- 宝塚歌劇団・公演案内

### 星組
- 5月31日(金) - 7月8日(月)
  - 『ロミオとジュリエット』（原作：ウィリアム・シェイクスピア、作：ジェラール・プレスギュルヴィック、潤色・演出：小池修一郎）

外部リンク
- 宝塚歌劇団・公演案内

### 月組
- 7月12日(金) - 8月12日(月)　
  - 『ルパン -ARSENE LUPIN- <モーリス・ルブラン・作「ルパン、最後の恋（ハヤカワ・ミステリ刊／ハヤカワ文庫近刊）」より>』（脚本・演出：正塚晴彦）
  - 『Fantastic Energy!』（作・演出：中村一徳）

外部リンク
- 宝塚歌劇団・公演案内

### 花組
- 8月16日(金) - 9月23日(月)　
  - 『愛と革命の詩（うた） -アンドレア・シェニエ-』（脚本・演出：植田景子）
  - 『Mr. Swing!』（作・演出：稲葉太地）

外部リンク
- 宝塚歌劇団・公演案内

### 宙組
- 9月27日(金) - 11月4日(月)　
  - 『風と共に去りぬ』（原作：マーガレット・ミッチェル、脚本・演出：植田紳爾、演出：谷正純）

外部リンク
- 宝塚歌劇団・公演案内

### 雪組
- 11月8日(金) - 12月12日(木)
  - 『Shall we ダンス?　～周防正行 原作・脚本・監督「Shall we ダンス?」(アルタミラピクチャーズ)より～』（脚本・演出：小柳奈穂子）
  - 『CONGRATULATIONS 宝塚!!』（作・演出：藤井大介）

外部リンク
- 宝塚歌劇団・公演案内

## 東京宝塚劇場公演

### 星組
- 1月2日(水) - 2月10日(日)
  - 『宝塚ジャポニズム～序破急～』（作・演出：植田紳爾）
  - 『めぐり会いは再び 2nd ～Star Bride～』（作・演出：小柳奈穂子）
  - 『Etoile de TAKARAZUKA（エトワール ド タカラヅカ）』（作・演出：藤井大介）

外部リンク
- 宝塚歌劇団・公演案内

### 月組
- 2月15日(金) - 3月24日(日)
  - 『ベルサイユのばら -オスカルとアンドレ編-<池田理代子・原作「ベルサイユのばら」より>』（脚本：植田紳爾、演出：植田紳爾・鈴木圭）

外部リンク
- 宝塚歌劇団・公演案内

### 花組
- 3月29日(金) - 5月5日(日)
  - 『オーシャンズ11』（脚本・演出：小池修一郎）

外部リンク
- 宝塚歌劇団・公演案内

### 宙組
- 5月10日(金) - 6月9日(日)
  - 『モンテ・クリスト伯』（原作：アレクサンドル・デュマ・ペール、脚本・演出：石田昌也）
  - 『Amour de 99!!<99年の愛>』（作・演出：藤井大介）

外部リンク
- 宝塚歌劇団・公演案内

### 雪組
- 6月14日(金) - 7月21日(日)
  - 『ベルサイユのばら -フェルゼン編-<池田理代子・原作「ベルサイユのばら」より>』（脚本：植田紳爾、演出：植田紳爾・鈴木圭）

外部リンク
- 宝塚歌劇団・公演案内

### 星組
- 7月26日(金) - 8月25日(日)
  - 『ロミオとジュリエット』（原作：ウィリアム・シェイクスピア、作：ジェラール・プレスギュルヴィック、潤色・演出：小池修一郎）

外部リンク
- 宝塚歌劇団・公演案内

### 月組
- 8月30日(金) - 10月6日(日)
  - 『ルパン -ARSENE LUPIN- <モーリス・ルブラン・作「ルパン、最後の恋（ハヤカワ・ミステリ・刊／ハヤカワ文庫・近刊）」より>』（脚本・演出：正塚晴彦）
  - 『Fantastic Energy!』（作・演出：中村一徳）

外部リンク
- 宝塚歌劇団・公演案内

### 花組
- 10月11日(金) - 11月17日(日)
  - 『愛と革命の詩（うた） -アンドレア・シェニエ-』（脚本・演出：植田景子）
  - 『Mr. Swing!』（作・演出：稲葉太地）

外部リンク
- 宝塚歌劇団・公演案内

### 宙組
- 11月22日(金) - 12月23日(月)
  - 『風と共に去りぬ』（原作：マーガレット・ミッチェル、脚本・演出：植田紳爾、演出：谷正純）

外部リンク
- 宝塚歌劇団・公演案内

## 宝塚バウホール公演

### 月組
- 5月2日(木) - 5月12日(日)
  - 『月雲（つきぐも）の皇子（みこ）　<衣通姫（そとおりひめ）伝説より>』（作・演出：上田久美子）

外部リンク
- 宝塚歌劇団・公演案内

### 花組
- 6月7日(金) - 6月17日(月)
  - 『フォーエバー・ガーシュイン -五線譜に描く夢-』（作・演出：野口幸作）

外部リンク
- 宝塚歌劇団・公演案内

### 宙組
- 7月25日(木) - 8月5日(月)
  - 『the WILD Meets the WILD -W.M.W.-』（作・演出：生田大和）

外部リンク
- 宝塚歌劇団・公演案内

### 雪組
- 8月29日(木) - 9月8日(日)
  - 『春雷<ゲーテ・作「若きウェルテルの悩み」より>』（脚本・演出：原田諒）

外部リンク
- 宝塚歌劇団・公演案内

### 専科
- 10月3日(木) - 10月14日(月)
  - 『第二章 -CHAPTER TWO by Neil Simon-』（原作：ニール・サイモン、脚色・演出：石田昌也）

外部リンク
- 宝塚歌劇団・公演案内

### 花組
- 12月12日(木) - 12月22日(日)
  - 『New Wave! -花-』（作・演出：三木章雄）

外部リンク
- 宝塚歌劇団・公演案内

## その他の日本公演

### 宙組
- 1月5日 - 1月28日 博多座
  - 『銀河英雄伝説@TAKARAZUKA』（田中芳樹・作「銀河英雄伝説」（東京創元社刊）より、脚本・演出：小池修一郎）

外部リンク
- 宝塚歌劇団・公演案内
- 1月9日 - 1月17日 シアター・ドラマシティ
  - 『逆転裁判3 検事マイルズ・エッジワース』（原作・監修・制作協力：株式会社カプコン、脚本・演出：鈴木圭）

外部リンク
- 宝塚歌劇団・公演案内
- 1月23日 - 1月28日 日本青年館大ホール
  - 『逆転裁判3 検事マイルズ・エッジワース』（原作・監修・制作協力：株式会社カプコン、脚本・演出：鈴木圭）

外部リンク
- 宝塚歌劇団・公演案内

### 雪組
- 2月5日 - 2月28日 中日劇場
  - 『若き日の唄は忘れじ <藤沢周平・作「蟬しぐれ」（文春文庫刊）より>』（脚本：大関弘政、演出：大野拓史）
  - 『Shining Rhythm! -新たなる誕生-』（作・演出：中村一徳）

外部リンク
- 宝塚歌劇団・公演案内
- 2月9日 - 2月17日 シアター・ドラマシティ
  - 『ブラック・ジャック 許されざる者への挽歌』（原作：手塚治虫、作・演出：正塚晴彦）

外部リンク
- 宝塚歌劇団・公演案内
- 2月22日 - 2月27日 日本青年館大ホール
  - 『ブラック・ジャック 許されざる者への挽歌』（原作：手塚治虫、作・演出：正塚晴彦）

外部リンク
- 宝塚歌劇団・公演案内

### 星組
- 3月8日 - 3月14日 中日劇場
  - 『宝塚ジャポニズム〜序破急〜』（作・演出：植田紳爾）
  - 『怪盗楚留香（そりゅうこう）外伝　-花盗人（はなぬすびと）-』（脚本・演出：小柳奈穂子）
  - 『Etoile de TAKARAZUKA（エトワール ド タカラヅカ）』（作・演出：藤井大介）

外部リンク
- 宝塚歌劇団・公演案内
- 3月19日 - 3月30日 シアター・ドラマシティ
  - 『南太平洋』（潤色・演出：原田諒）

外部リンク
- 宝塚歌劇団・公演案内
- 4月5日 - 4月10日 日本青年館大ホール
  - 『南太平洋』（潤色・演出：原田諒）

外部リンク
- 宝塚歌劇団・公演案内

### 月組
- 5月4日 - 5月20日 梅田芸術劇場メインホール
  - 『ME AND MY GIRL』（脚色：小原弘稔、脚色・演出：三木章雄）

外部リンク
- 宝塚歌劇団・公演案内

### 花組
- 6月15日 - 7月1日 東急シアターオーブ
  - 『戦国BASARA-真田幸村編- 』（原作・監修・制作協力：株式会社カプコン、脚本・演出：鈴木圭）

外部リンク
- 宝塚歌劇団・公演案内

### 宙組
- 7月19日 - 8月11日 全国ツアー
  - 『うたかたの恋』（原作：クロード・アネ、脚本：柴田侑宏、演出：中村暁）
  - 『Amour de 99!! -99年の愛-』（作・演出：藤井大介）

外部リンク
- 宝塚歌劇団・公演案内

#### 公演場所
- 7月19日・20日・21日 梅田芸術劇場・メインホール（大阪府）
- 7月24日 上野学園ホール（広島県）
- 7月26日 北九州ソレイユホール（旧・九州厚生年金会館）（福岡県）
- 7月27日・28日 福岡市民会館（福岡県）
- 7月30日 ひめぎんホール（愛媛県県民文化会館）（愛媛県）
- 7月31日 西条市総合文化会館（愛媛県）
- 8月2日 ホクト文化ホール（長野県県民文化会館）（長野県）
- 8月3日 上越文化会館（新潟県）
- 8月4日 新潟県民会館（新潟県）
- 8月6日 幸田町民会館さくらホール（愛知県）
- 8月7日 日進市民会館（愛知県）
- 8月9日 川口総合文化センター（埼玉県）
- 8月10日・11日 神奈川県民ホール（神奈川県）

### 雪組
- 8月23日- 9月16日 全国ツアー
  - 『若き日の唄は忘れじ <藤沢周平・作「蝉しぐれ」（文春文庫・刊）より>』（脚本：大関弘政、演出：大野拓史）
  - 『ナルシス・ノアールII』（作・演出：岡田敬二）

外部リンク
- 宝塚歌劇団・公演案内

#### 公演場所
- 8月23日・24日・25日 梅田芸術劇場・メインホール（大阪府）
- 8月28日 金沢歌劇座（石川県）
- 8月29日 オーバード・ホール（富山県）
- 8月31日・9月1日 市川市文化会館（千葉県）
- 9月3日 松戸･森のホール21（千葉県）
- 9月4日 和光市民文化センター（埼玉県）
- 9月5日 伊勢崎市文化会館（群馬県）
- 9月7日・8日 ニトリ文化ホール（旧・北海道厚生年金会館）（北海道）
- 9月10日 八戸市公会堂（青森県）
- 9月12日 北上さくらホール（岩手県）
- 9月14日 名取市文化会館（宮城県）
- 9月15日・16日イズミティ21（宮城県）

### 星組
- 9月27日- 10月9日 東京国際フォーラムホールC
  - 『REON!!II』（作・演出：藤井大介）

外部リンク
- 宝塚歌劇団・公演案内
- 10月7日 - 10月15日 シアター・ドラマシティ
  - 『日のあたる方（ほう）へ -私という名の他者- <スティーヴンソン・作「ジキル博士とハイド氏の奇妙な事件」より>』（脚本・演出：木村信司）

外部リンク
- 宝塚歌劇団・公演案内
- 10月16日 - 10月28日 博多座
  - 『REON!!II』（作・演出：藤井大介）

外部リンク
- 宝塚歌劇団・公演案内
- 10月25日 - 10月30日 日本青年館大ホール
  - 『日のあたる方（ほう）へ　-私という名の他者- <スティーヴンソン・作「ジキル博士とハイド氏の奇妙な事件」より>』（脚本・演出：木村信司）

外部リンク
- 宝塚歌劇団・公演案内

### 月組
- 11月15日 - 12月8日 全国ツアー
  - 『JIN-仁-』（原作：村上もとか、脚本・演出：齋藤吉正）
  - 『Fantastic Energy!』（作・演出：中村一徳）

| 公演日        | 開演時間 （日本標準時） | 開演時間 （日本標準時） | 公演場所                                                         |
| 11月15日      | -                       | 16:00                   | 相模女子大学グリーンホール (グリーンホール相模大野) （神奈川県） |
| 11月16日      | 12:00                   | 16:00                   | 相模女子大学グリーンホール (グリーンホール相模大野) （神奈川県） |
| 11月17日      | 12:00                   | 16:00                   | 相模女子大学グリーンホール (グリーンホール相模大野) （神奈川県） |
| 11月20日      | 14:00                   | 18:00                   | 宇都宮市文化会館（栃木県）                                       |
| 11月21日      | 13:30                   | 18:00                   | ひたちなか市文化会館（茨城県）                                   |
| 11月23日      | 14:00                   | 18:00                   | さいたま市文化センター（埼玉県）                                 |
| 11月24日      | 14:00                   | 18:00                   | 府中の森芸術劇場（東京都）                                       |
| 11月26日      | 14:00                   | 18:00                   | 瀬戸市文化センター（愛知県）                                     |
| 11月27日      | 14:00                   | 18:00                   | 羽島市文化センター・スカイホール （岐阜県）                      |
| 11月28日      | 14:00                   | 18:00                   | 守山市民ホール（滋賀県）                                         |
| 11月30日      | 14:00                   | 18:00                   | 宝山ホール (鹿児島県文化センター) 鹿児島県）                     |
| 12月1日（日） | 12:00                   | 16:00                   | 宝山ホール (鹿児島県文化センター) 鹿児島県）                     |
| 12月3日（火） | 13:30                   | 18:00                   | 宮崎市民文化ホール（宮崎県）                                     |
| 12月5日（木） | 14:00                   | 18:00                   | 佐賀市文化会館（佐賀県）                                         |
| 12月7日（土） | 14:00                   | 18:00                   | 梅田芸術劇場・メインホール （大阪府）                            |
| 12月8日       | 12:00                   | 16:30                   | 梅田芸術劇場・メインホール （大阪府）                            |
| ------------- | ----------------------- | ----------------------- | ---------------------------------------------------------------- |

外部リンク
- 宝塚歌劇団・公演案内　全国ツアー
- 11月23日 - 12月1日 シアター・ドラマシティ
  - 『THE MERRY WIDOW ～オペレッタ「メリー・ウィドウ」より～』（原作：フランツ・レハール、脚本・演出：谷正純）

外部リンク
- 宝塚歌劇団・公演案内
- 12月6日 - 12月11日 日本青年館大ホール
  - 『THE MERRY WIDOW ～オペレッタ「メリー・ウィドウ」より～』（原作：フランツ・レハール、脚本・演出：谷正純）

外部リンク
- 宝塚歌劇団・公演案内
- 12月17日 - 12月24日 天王洲・銀河劇場
  - 『月雲（つきぐも）の皇子（みこ）<衣通姫（そとおりひめ）伝説より>』（作・演出：上田久美子）

外部リンク
- 宝塚歌劇団・公演案内

## 日本国外・星組
公演日と公演地
- 4月6日(土) - 4月14日(日)　国立中正文化中心・台北国家戯劇院

公演演目
- 舞踊ファンタジー『宝塚ジャポニズム〜序破急〜』（作・演出：植田紳爾）
- ミュージカル『怪盗楚留香（そりゅうこう）外伝　-花盗人（はなぬすびと）-』（脚本・演出：小柳奈穂子）
- グランド・レビュー『Etoile de TAKARAZUKA（エトワール ド タカラヅカ）』（作・演出：藤井大介）

参加生徒
- 松本悠里（専科）
- 万里柚美
- 毬乃ゆい
- 柚希礼音
- 十輝いりす
- 音花ゆり
- 鶴美舞夕
- 紅ゆずる
- 夢咲ねね
- 壱城あずさ

- 海隼人
- 汐月しゅう
- 音波みのり
- 優香りこ
- 瀬稀ゆりと
- 若夏あやめ
- 夢妃杏瑠
- 夢城えれん
- 十碧れいや
- 珠華ゆふ

- 凰姿有羽
- 空乃みゆ
- 早乙女わかば
- 漣レイラ
- 毬愛まゆ
- 翔馬樹音
- 礼真琴
- ひろ香祐
- 凰津りさ
- 真衣ひなの

- 逢月あかり
- 紫藤りゅう
- 五條まりな
- 白鳥ゆりや
- 拓斗れい
- 朝水りょう
- 桃堂純
- 凰羽みらい
- 彩葉玲央
- 美都くらら

外部リンク
- 宝塚歌劇団・公演案内　国立中正文化中心・台北国家戯劇院公演